# Sennek
Sennek, pseudonimo di Laura Groeseneken (Lovanio, 30 aprile 1990), è una cantante e compositrice belga.
Ha rappresentato il Belgio all'Eurovision Song Contest 2018 con il brano A Matter of Time, non riuscendo a qualificarsi per la serata finale.

## Carriera
Laura inizia la sua carriera nel 2014, esibendosi come tastierista per il musicista belga Ozark Henry, esibendosi con lui al Rock Werchter. Inizia a scrivere canzoni per molti artisti belga, tra i quali gli Hooverphonic insieme al leader della band Alex Callier.
Il 28 settembre 2017, è stato confermato che l'ente radiotelevisivo fiammingo VRT l'ha selezionata per rappresentare il Belgio all'Eurovision Song Contest 2018 a Lisbona. Il brano con cui rappresenterà il Belgio all'Eurovision Song Contest, A Matter of Time, è stato rilasciato il 5 marzo 2018.
L'artista si è esibita nella prima semifinale della manifestazione, mancando la qualificazione alla finale, classificandosi dodicesima con 91 punti.

## Discografia

### Singoli
- 2018 - A Matter of Time
- 2019 - Endlessly
- 2021 - Overtones
- 2021 - Kaleidoscope (Live)
- 2021 - Butterfly (Live)

## Vita privata
Attualmente lavora come visual merchandising per l'azienda multinazionale IKEA e contemporaneamente lavora come vocal coach nella sua città natale, Lovanio.